# Lac-à-l'épaule
Pour les articles homonymes, voir Épaule (homonymie).
Un lac-à-l'épaule, terme employé au Québec, est une réunion de planification stratégique, en particulier lorsqu'elle se tient dans un endroit retiré. Le terme peut s'appliquer aussi bien à un parti politique qu'à une entreprise ou à toute autre organisation.
Cette expression est née de la réunion du conseil des ministres de Jean Lesage, qui a eu lieu les 4 et 5 septembre 1962 au camp de pêche du lac à l'Épaule, situé aujourd'hui dans la réserve faunique des Laurentides. Cette réunion, où a été décidée entre autres la nationalisation de l'électricité, est considérée comme un des temps forts de la Révolution tranquille. Le lac à l'Épaule est également le lieu où Roosevelt et Churchill se sont retirés à l'occasion de la Conférence de Québec tenue du 17 au 24 août 1943, pour mener leurs discussions sur la poursuite de la Seconde Guerre mondiale.